# Neuaufnahmen in das UNESCO-Kultur- und -Naturerbe 1981
Im Jahr 1981 fanden folgenden Neuaufnahmen in das UNESCO-Kultur- und -Naturerbe statt:

## Welterbe

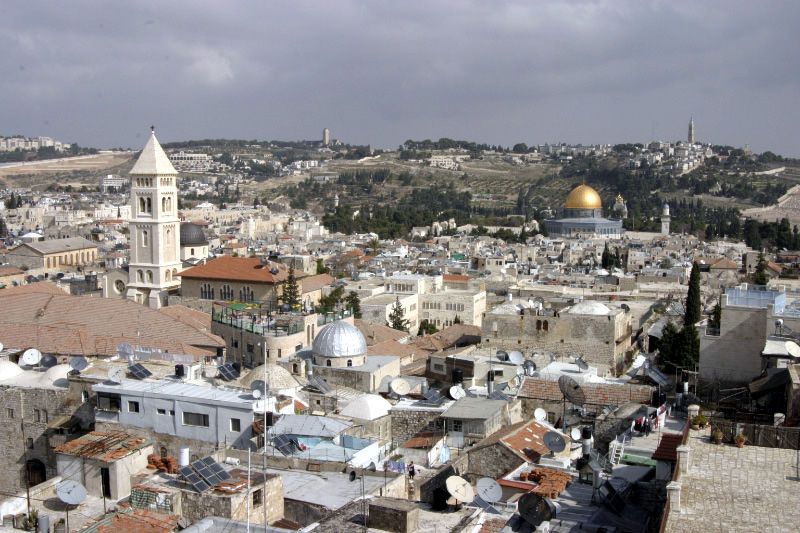
Altstadt von Jerusalem

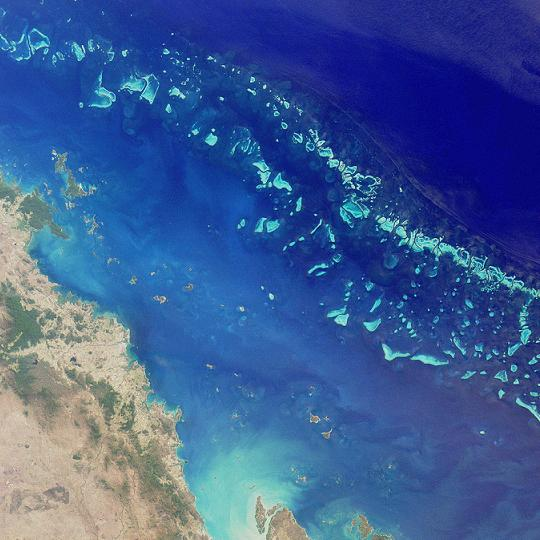
Great Barrier Reef

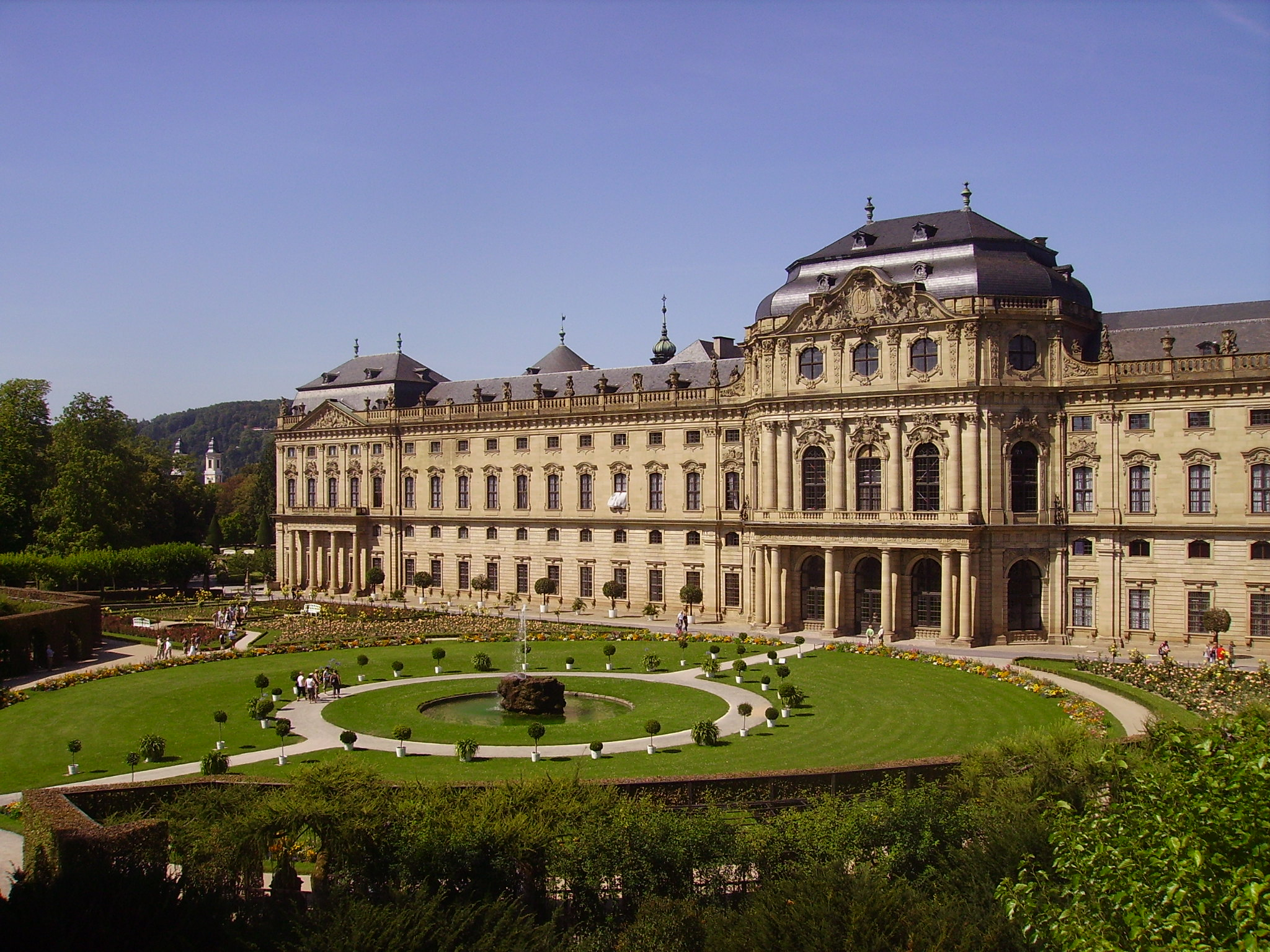
Gartenseite der Würzburger Residenz

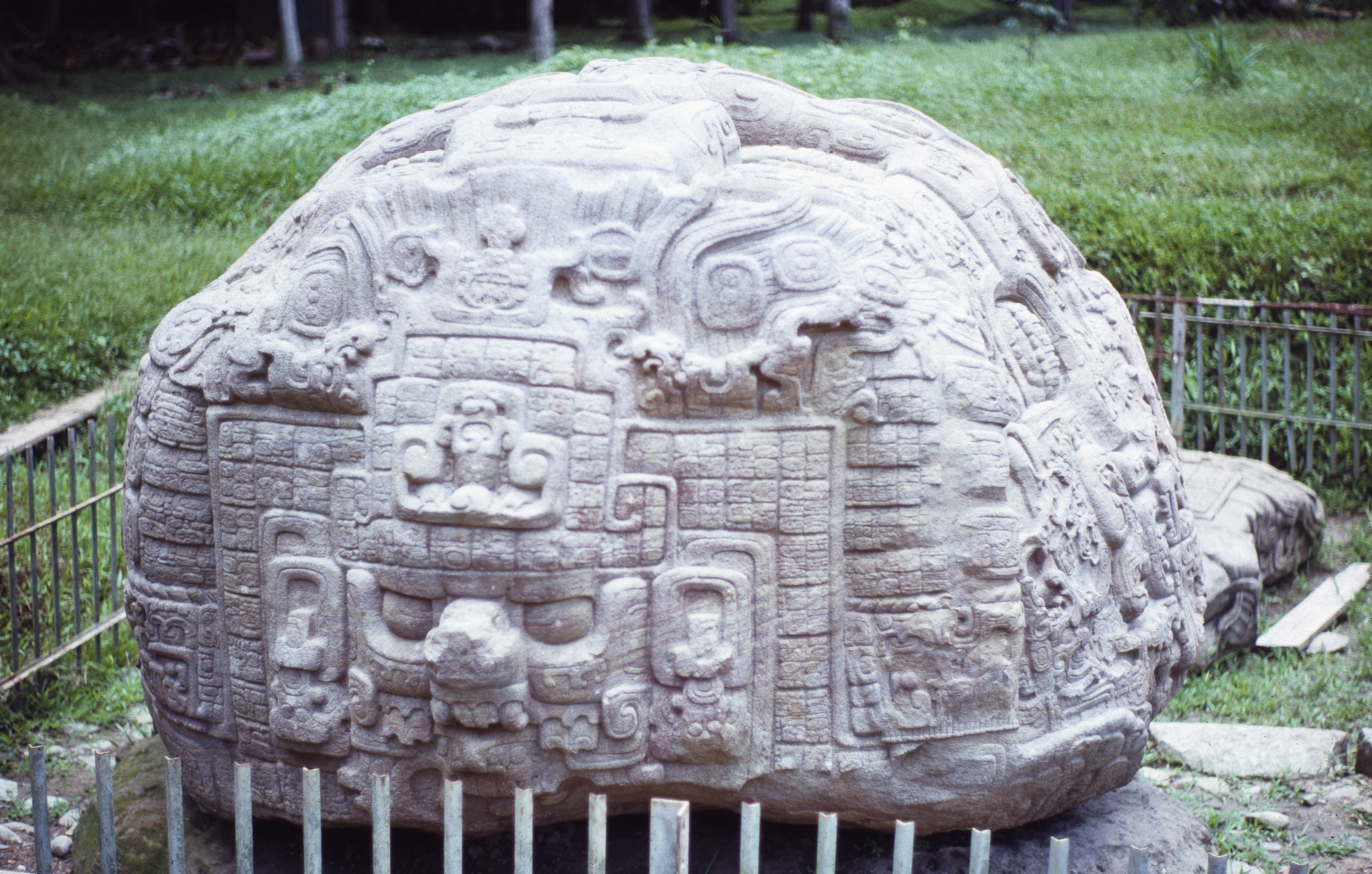
Zoomorph in Quiriguá

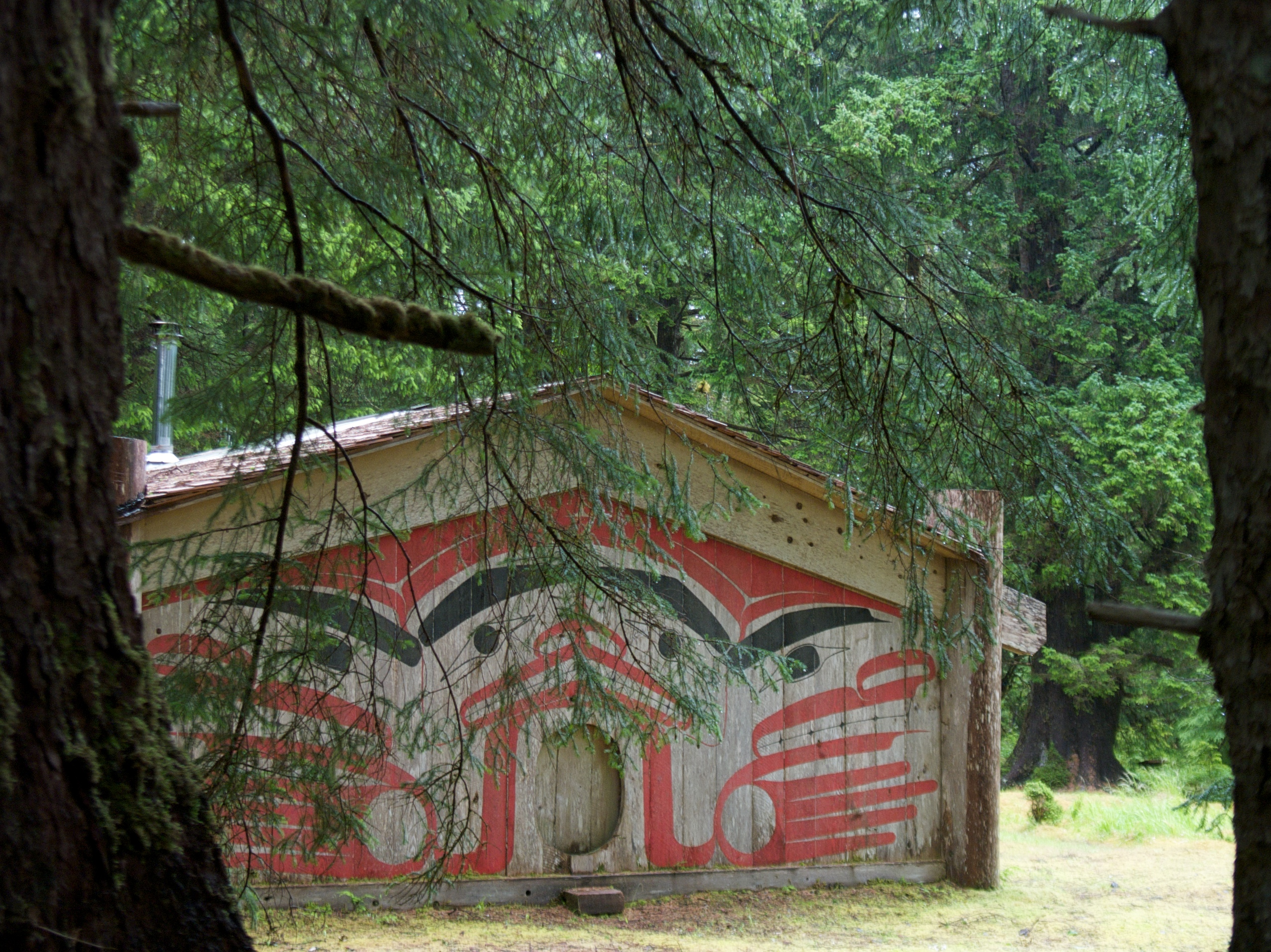
Haida-Langhaus im Gwaii-Haanas-Nationalpark

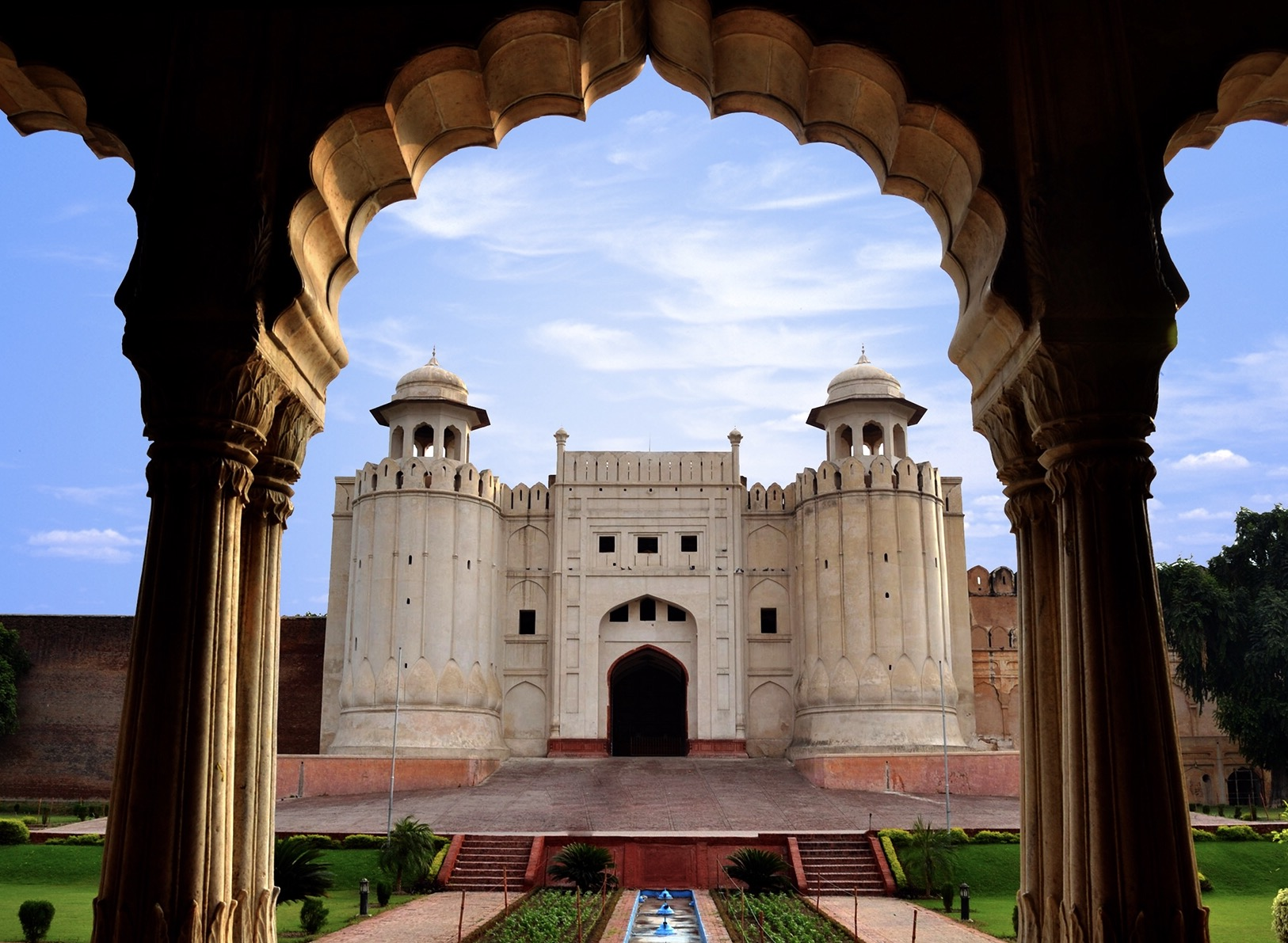
Alamgiri-Tor des Fort von Lahore

Auf Antrag von siebzehn seiner Mitglieder trat das Welterbekomitee am 10. und 11. September 1981 in Paris zu seiner ersten außerordentlichen Sitzung zusammen, hauptsächlich, um über die Einschreibung der Altstadt und der Stadtmauer von Jerusalem in die Liste des Welterbes zu beraten.
Auf seiner fünften ordentlichen Sitzung vom 26. bis zum 30. Oktober 1981 in Sydney nahm das Welterbekomitee 26 weitere Stätten aus 13 Ländern neu in die Liste des UNESCO-Welterbes auf, darunter 15 Kultur- (K) und 11 Naturerbestätten (N). 

### Welterbeliste
Folgende Stätten wurden neu in die Welterbeliste eingetragen:
| Vertragsstaat(en)       | Bezeichnung                                                               | Typ | Ref. | Anmerkungen |
| ----------------------- | ------------------------------------------------------------------------- | --- | ---- | --- |
| Keinem Staat zugeordnet | Altstadt und Stadtmauern von Jerusalem (Lage)                             | K   | 148  | |
| Argentinien             | Los Glaciares (Lage)                                                      | N   | 145  | |
| Australien              | Nationalpark Kakadu (Lage)                                                | N   | 147  | |
| Australien              | Great Barrier Reef (Lage)                                                 | N   | 154  | |
| Australien              | Seengebiet von Willandra (Lage)                                           | N   | 167  | |
| Deutschland             | Speyerer Dom (Lage)                                                       | K   | 168  | |
| Deutschland             | Würzburger Residenz und Hofgarten (Lage)                                  | K   | 169  | |
| Frankreich              | Schloss und Park von Fontainebleau (Lage)                                 | K   | 160  | |
| Frankreich              | Schloss und Gut Chambord (Lage)                                           | K   | 161  | Schloss Chambord wurde in das im Jahr 2000 eingeschriebene Kulturerbe Tal der Loire zwischen Sully-sur-Loire und Chalonnes (Ref. 933) integriert. |
| Frankreich              | Kathedrale von Amiens (Lage)                                              | K   | 162  | |
| Frankreich              | Römisches Theater und seine Umgebung und „Triumphbogen“ von Orange (Lage) | K   | 163  | |
| Frankreich              | Römische und romanische Denkmäler von Arles (Lage)                        | K   | 164  | |
| Frankreich              | Zisterzienserabtei Fontenay (Lage)                                        | K   | 165  | |
| Guatemala               | Archäologischer Park und Ruinen von Quiriguá (Lage)                       | K   | 149  | Maya-Stätte mit bedeutenden Skulpturen und Stelen                                                                                                 |
| Guinea                  | Totalreservat Nimba (Lage)                                                | N   | 155  | Im folgenden Jahr wurde die bei der Einschreibung empfohlene grenzüberschreitende Erweiterung um Gebiete in der Elfenbeinküste umgesetzt.         |
| Kanada                  | Anthony Island (Lage)                                                     | K   | 157  | |
| Kanada                  | Head-Smashed-In Bison Jump (Lage)                                         | K   | 158  | |
| Marokko                 | Medina von Fès (Lage)                                                     | K   | 170  | |
| Pakistan                | Historische Monumente von Thatta (Lage)                                   | K   | 143  | |
| Pakistan                | Festung und Shalimar-Gärten in Lahore (Lage)                              | K   | 171  | Dabei wurden zwei Nominierungen, 171 und 172, zu einem Welterbe kombiniert.                                                                       |
| Panama                  | Nationalpark Darién (Lage)                                                | N   | 159  | |
| Senegal                 | Nationales Vogelschutzgebiet Djoudj (Lage)                                | N   | 25   | |
| Senegal                 | Nationalpark Niokolo-Koba (Lage)                                          | N   | 153  | |
| Tansania                | Ruinen von Kilwa Kisiwani und von Songo Mnara (Lage)                      | K   | 144  | |
| Tansania                | Nationalpark Serengeti (Lage)                                             | N   | 156  | |
| Vereinigte Staaten      | Nationalpark Mammoth Cave (Lage)                                          | N   | 150  | |
| Vereinigte Staaten      | Olympic-Nationalpark (Lage)                                               | N   | 151  | |

Außerdem wurden 20 Nominierungen zurückgestellt, zu denen zusätzliche Auskünfte benötigt wurden. Bereits vor der Sitzung waren die folgenden drei Nominierungen zurückgezogen worden, um Zeit für ihre Überarbeitung zu gewinnen.
- Sydney Opera House (Australien, K), 2007 eingeschrieben.[1]
- Palast des Deys in Algier (Algerien K), der Vorschlag wurde überarbeitet, um die gesamte Kasbah von Algier zu umfassen, deren Einschreibung 1992 erfolgte.[2]
- Klosterkomplex San Salvatore/Santa Giulia  (Italien, K), der Klosterkomplex wurde 2011 als Teil des seriellen Kulturerbes Die Langobarden in Italien, Orte der Macht in die Liste des Welterbes mitaufgenommen.[3]